# Gladys Hamer
Gladys Hamer (27 de maio de 1884 — 13 de março de 1967) foi uma atriz britânica de cinema e teatro. Ela apareceu em vários filmes mudos e no início dos sonoros.

## Filmografia selecionada
- Mary-Find-the-Gold (1921)
- The Rest Cure (1923)
- This Freedom (1923)
- Not for Sale (1924)
- His Grace Gives Notice (1924)
- Money Isn't Everything (1925)
- The Gold Cure (1925)
- Confessions (1925)
- Every Mother's Son (1926)
- Passion Island (1927)
- Sailors Don't Care (1928)
- Smashing Through (1929)
- Alf's Carpet (1929)
- Lord Richard in the Pantry (1930)
- Sunshine Susie (1931)
- Great Stuff (1933)